# Boran
La boran est une race bovine africaine. 

## Origine
Elle est très anciennement élevée sur le plateau de Borana au sud de l'Éthiopie. Des analyses génétiques de son ADN ont montré que son génôme comprend 64 % de zébu (Bos indicus) 24 % de bovin européen (Bos taurus) et 12 % de bovin africain. (Bos taurus africanus') Cette même étude a situé le dernier apport génétique vers 700. C'est donc une race issue de plusieurs origines, mais élevée en stricte autarcie depuis 1300 ans. En comparaison avec d'autres races métissées artificiellement ces 50 dernières années, elle a aussi subi une très longue sélection naturelle, raison de sa parfaite adaptation à son milieu d'origine. 
En 2006, l'effectif du herd-book est de 14 000 vaches et 5300 taureaux. 

## Morphologie
Elle porte une robe brune fauve. Les muqueuses sont sombres. Les animaux sont de taille moyenne. 
La vache pèse 550-700 kg et le taureau 820-1100 kg.

## Aptitudes
C'est une ancienne race multi usage, de la fourniture de lait, viande et cuir à sa force de travail. Aujourd'hui, elle est principalement élevée pour sa viande. Les éleveurs d'origine européenne ont sélectionné les individus pour accroitre la productivité. La viande est renommée, reconnue comme une des meilleures parmi les croisements Bos taurus-Bos taurus indicus pour sa saveur, son marbré et sa tendreté. 
Elle présente une bonne aptitude de résistance à la chaleur et accepte tout type de fourrage, même médiocre. Sa peau sécrète une huile qui imprègne le pelage court et présente un effet répulsif aux tiques et mouches. 
La vache est une bonne mère. Elle est fertile, même en période sèche et vêle facilement grâce à la petite taille des veaux. Son lait suffit amplement au veau qui présente la moitié du poids de sa mère au sevrage. Elle le défend contre les prédateurs et peut véler encore à 15 ans passés. 
Sa longue dépendance à l'homme en fait un bétail docile et l'instinct grégaire facilite la conduite du troupeau. 